# Лестница Шрёдера

Лестница Шрёдера представляет собой оптическую иллюзию, а именно двухмерный рисунок, который можно восприниматься либо как рисунок лестницы, ведущей слева направо вниз, либо той же самой лестницы, только перевёрнутой вверх дном. Это классический пример изменения перспективы в психологии восприятия. Она названа в честь немецкого естествоиспытателя Генриха Г. Ф. Шрёдера, который опубликовал её в 1858 году.
Иногда её называют «шагами Шоутена» в связи с небольшой лестницей из листового металла, подаренной М. С. Эшеру профессором Шоутеном и вдохновившей Эшера на создание работы «Выпуклые и вогнутые».  Эта иллюзия также видна в другой эшеровской работе «Относительность». 
Эту иллюзию можно по-разному описать как «неоднозначная фигура», «обратимая фигура» или «бистабильная фигура». Первая классификация относится к вероятности того, что рисунок воспринимается как два (или более) разных объекта. Вторая относится к явлению, когда через некоторое время рассматривания фигуры восприятие её ориентации невольно меняется на противоположное. Третья подчеркивает тот факт, что существует два (а не одно) устойчивых восприятия рисунка.
Эту иллюзию, среди прочих, используют в исследованиях восприятия. В частности, в одном исследовании было установлено, что непроизвольное переключение восприятия происходит с приблизительной частотой один раз в 7,5—12,5 секунды. Изменение восприятия может быть связано либо с нейрональной усталостью, либо с сознательным отбором.